# Витт, Иван Осипович
Граф Ива́н О́сипович (Иосифович) де Витт (1781—1840) — русский военачальник голландско-польского происхождения, генерал от кавалерии (21.04.1829). Ключевая фигура русской разведки в Отечественную войну 1812 года. Герой Наполеоновских войн 1805-1814 годов и Польской кампании 1831 года. Сын знаменитой авантюристки Софии Глявоне и польско-литовского генерала.

## Биография

### Ранние годы
Внук подольского архитектора голландского происхождения. Отец, польско-украинский помещик Иосиф де Витт (1738—1814), занимал пост коменданта Каменец-Подольской крепости. Сёстры Ольга Нарышкина и София Киселёва, жена графа П. Д. Киселёва.
Ещё в 11 лет мать записала Ивана на службу в гвардию. Он был оформлен 17 сентября 1792 корнетом в лейб-гвардии Конный полк. 1 января 1800 года в чине штаб-ротмистра перешёл в Кавалергардский полк. Чин полковника получил в 1801 году.

### Наполеоновские войны
В начале правления Александра I состоял при штабе Гвардейского корпуса, где в круг его обязанностей входил сбор и анализ сведений о европейских армиях вместе с изучением их уставов. В Аустерлицком сражении был тяжело ранен в правую ногу ядром, а его солдаты в беспорядке бежали. После Тильзитского мира, якобы из-за неприятностей по службе, вышел в отставку.
В 1809 году вступил волонтером в армию Наполеона I и проделал с ней поход против австрийцев. Во время пребывания в Париже русский резидент А. И. Чернышёв свёл его с Полиной Боргезе, сестрой императора, которая не пропускала красивых мужчин. Романа у них не вышло, но Витт отыскал другой способ выйти лично на Наполеона. Он вступил в брак с дочерью Каспера Любомирского, свояченицей Марии Валевской, в которую был влюблён император.
Наполеон направил Витта в качестве тайного агента в герцогство Варшавское, в связи с чем он получил доступ к секретным сведениям французского командования. В 1811—1812 годах совершил несколько поездок по Польше для выполнения разведзаданий русского командования, использовал личные и родственные связи для создания там агентурной сети. В русских документах того времени числился резидентом военной разведки 2-й армии генерала Петра Ивановича Багратиона.
За две недели до вторжения Великой армии в Россию граф де Витт переплыл Неман и оказался в штабе армии Барклая де Толли, которому представил подробные сведения о наступательных планах французов. Тогда же был удостоен личной аудиенции у императора Александра I. «Конфиденциальная беседа длилась несколько часов».

Летом 1812 года сформировал на Украине 4 казачьих регулярных полка и, став во главе их, принял участие в боевых действиях. 18 октября 1812 года произведён в генерал-майоры. 22 февраля 1813 года награждён орденом Святого Георгия 3-го класса
в воздаяние отличного мужества и храбрости, оказанных в сражении против саксонских войск 1-го февраля при Калише.
24 февраля 1813 года назначен шефом 1-го Украинского казачьего полка, продолжая командовать бригадой Украинских казачьих полков.
Находился в боях под Люценом, Бауценом, Лейпцигом. В 1814 году сражался при Лаоне, Краоне и под стенами Парижа.

### Витт на юге России

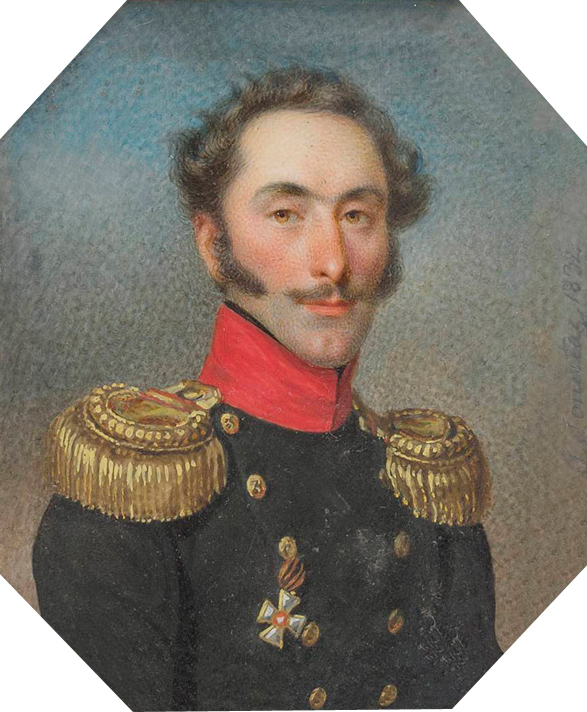
Иван Осипович Витт, 1832

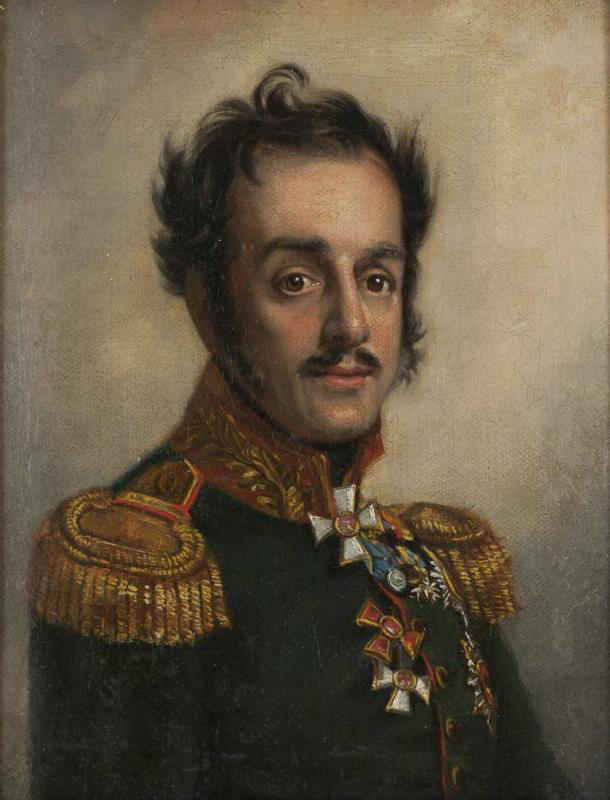
Иван Осипович Витт

После войны командовал поселенной кавалерийской дивизией на Украине. Интриговал против Ланжерона, метя в губернаторы Новороссии. После назначения на эту должность графа Воронцова, подозревавшегося в либерализме, остался в Одессе фактически как надзиратель за ним от лица правительства.

Учреждение военных поселений было для него счастливым событием: он полюбился Аракчееву, гораздо ещё более самому царю и назначен начальником сих поселений в Новороссийском краю. Тут в мирное время награды, почести сыпались на него ещё обильнее, чем во время войны. Деятельность его умственная и телесная были чрезвычайные: у него ртуть текла в жилах. По наружной части под его руками все быстро зрело и поспевало; зато в хозяйственную он почти совсем не входил, бумаги ненавидел, не только подписывал он не читавши, но, уезжая из столицы своей, Вознесенска, подчиненным оставлял множество бланков. Можно себе представить, как они сим пользовались и какому расхищению подвергались казённые суммы.— Вигель
В генерал-лейтенанты произведён 6 мая 1818 года, а 17 октября 1823 года назначен командиром 1-го резервного кавалерийского корпуса, затем начальствовал над резервными войсками. Командовал всеми военными поселениями на юге Украины, не оставляя при этом шпионской деятельности.

Витт, личность, грязная во всех отношениях, лелеял далеко идущие честолюбивые замыслы. Зная о существовании тайного общества (Пестель даже надеялся привлечь его на сторону заговорщиков и одно время был готов жениться на рябой старой деве, его дочери), он взвешивал, кого будет выгоднее продать: декабристов правительству или, в случае их победы (что он не исключал), правительство — декабристам. Он по собственной инициативе шпионил за А. Н. и Н. Н. Раевскими, М. Ф. Орловым, В. Л. Давыдовым и в решительную минуту всех их продал. Предметом же особенных наблюдений его был Пушкин, к которому он подсылал шпиона даже в Михайловское, совсем уже удаленное от поля его служебной деятельности.— Лотман
Со своей женой, урождённой княжной Любомирской, граф де Витт фактически не жил с 1813 года. Многое говорит о том, что это был брак по расчёту. Её сестра Марианна была замужем за графом Валерианом Зубовым, а после его смерти вышла замуж за царского любимца Фёдора Уварова. Во время пребывания в Одессе у графа де Витта началась связь с другой польской аристократкой, Каролиной Собаньской, урождённой Ржевуской, которая продлилась 15 лет. По некоторым сведениям, в 1831 г. они обвенчались. Вот что писал по поводу их отношений Филипп Вигель:

Сколько раз видели мы любовников, пренебрегающих законами света, которые покидают его и живут единственно друг для друга. Тут ничего этого не было. Напротив, как бы гордясь своими слабостями, чета сия выставляла их напоказ целому миру. Сожитие двух особ равного состояния предполагает ещё взаимность чувств: Витт был богат, расточителен и располагал огромными казёнными суммами; Собаньская никакой почти собственности не имела, а наряжалась едва ли не лучше всех и жила чрезвычайно роскошно, следственно, не гнушалась названием наемной наложницы, которое иные ей давали.
Витт участвовал в русско-турецкой войне 1828—1829 годов. Чин генерала от кавалерии получил 21 апреля 1829 года, а 30 августа 1831 года назначен шефом Украинского уланского полка.

### Ноябрьское восстание

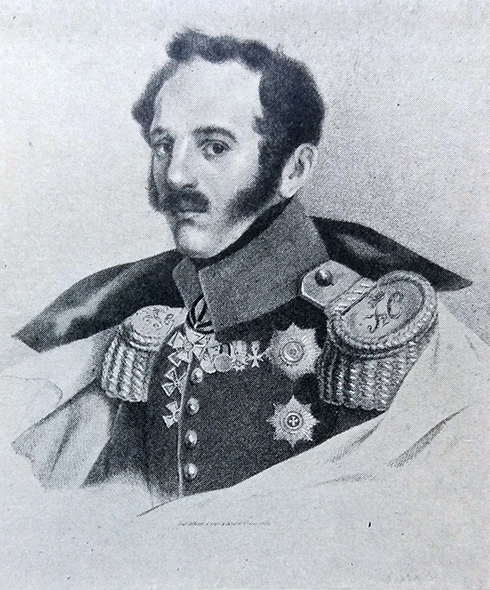
Генерал от кавалерии Иван Осипович Витт

Отличился при подавлении восстания в Польше в 1831 году. За Гроховское сражение получил золотую саблю с надписью "За храбрость", украшенную алмазами. Ранен в правое колено и награждён орденом Святого Георгия 2-го класса 18 октября 1831 года 
за отличное мужество и неустрашимость, оказанные в продолжении войны против польских мятежников, и в особенности при штурме и взятии Варшавских укреплений, где командуя правым флангом действующих войск, быстрыми кавалерийскими атаками и благоразумными распоряжениями, подавая собою пример личной храбрости, много способствовал к успешному окончанию дела.
Тем не менее Николая I встревожило стремление этнических поляков взять управление Варшавой в свои руки. Управляющий III отделением Мордвинов доносил графу Бенкендорфу:

Поляки и польки совсем завладели управлением. Образовалось что-то вроде женского общества под председательством г-жи Собаньской, продолжающей иметь большую силу над графом Виттом. Благодаря этому главные места предоставляются полякам, которые наиболее участвовали в мятеже.
Ввиду этого царь отклонил предложение Паскевича назначить Витта вице-председателем польского правительства. 10 апреля 1832 года Витт был назначен инспектором всей резервной кавалерии. В 1836 году порвал отношения с Собаньской.
Похоронен в Свято-Георгиевском монастыре на Фиоленте.

## Награды
Российской империи:
- Орден Святого Иоанна Иерусалимского, кавалерский крест (29 мая 1800)
- Орден Святого Георгия 3-й степени (22 февраля 1813)
- Орден Святой Анны 1-й степени (17 августа 1813)
- Орден Святого Владимира 3-й степени (15 сентября 1813)
- Орден Святого Владимира 2-й степени (12 декабря 1819)
- Орден Святого Александра Невского (8 августа 1820)
- Орден Святого Владимира 1-й степени (15 октября 1823)
- Бриллиантовые знаки к ордену Святого Александра Невского (22 августа 1826)
- Орден Белого орла (11 сентября 1831)
- Орден Святого Георгия 2-й степени (18 октября 1831)
- Золотая сабля с надписью «За храбрость», украшенная алмазами (12 апреля 1831)
- Знак отличия за военное достоинство 1-й степени (1832)
- Орден Святого апостола Андрея Первозванного (25 октября 1833)
- Бриллиантовые знаки к ордену Святого апостола Андрея Первозванного (3 сентября 1837)

Иностранных государств:
- Шведский орден Меча 1-го класса (1813)
- Прусский орден Pour le Mérite (1814)
- Прусский орден Красного орла 1-й степени (1835)